# Президентски избори в България (2026)
Президентските избори през 2026 година ще са редовни избори за президент и вицепрезидент на Република България, които трябва да се проведат не по-късно от есента на 2026 г. Действащият президент Румен Радев няма право да се кандидатира за преизбиране, тъй като е ограничен до два мандата по силата на чл. 95, ал. 1 от Конституцията.

## Kандидати

### Отказали се потенциални кандидати
- Бойко Борисов[1]